# Serralada Huayhuash
La Serralada Huayhuash (en castellà: Cordillera Huayhuash; possiblement del quítxua waywash, mustela, o waywashi, esciúrids) una serralada situada als Andes del Perú, a la frontera entre les regió d'Ancash, Lima i Huánuco. Des del 2002 és una zona protegida que forma part de la "Zona de Reserva de la Cordillera Huayhuash".

## Geografia
La serralada Huayhuash fa 30 km de llarg de nord a sud i inclou set cims de més de 6.000 metres, entre els quals destaca el Yerupajá, que amb 6.617 msnm és segon cim més alt del Perú. Un altre cim destacat és el Siula (6.344 metres), que es va fer famós pel muntanyenc Joe Simpson en el seu llibre Tocant el buit. En comparació amb la veïna Serralada Blanca, Huayhuash té valls més estretes i passos de muntanya més alts.

## Cims principals
Els principals cims de la serralada són:
- Yerupajá, 6,617 metres (21,709 ft)
- Siula, 6,344 metres (20,814 ft)
- Sarapo, 6,127 metres (20,102 ft)
- Jirishanca, 6,094 metres (19,993 ft)
- Yerupaja Chico, 6,089 metres (19,977 ft)
- Rasac, 6,017 metres (19,741 ft)
- Carnicero, 5,960 metres (19,554 ft)
- Rondoy, 5,870 metres (19,259 ft)
- Seria N, 5,860 metres (19,226 ft)
- El Toro, 5,830 metres (19,127 ft)
- Tsacra (o Sacra), 5,774 metres (18,944 ft)
- Mituraju, 5,750 metres (18,865 ft)
- Jurau, 5,674 metres (18,615 ft)
- Trapecio, 5,653 metres (18,547 ft)
- Huacshash, 5,644 metres (18,517 ft)
- Suerococha, 5,625 metres (18,455 ft)
- Huacrish, 5,622 metres (18,445 ft)
- Ninashanca, 5,607 metres (18,396 ft)
- Quesillo, 5,600 metres (18,373 ft)
- Pariauccro, 5,572 metres (18,281 ft)
- Mitopunta, 5,571 metres (18,278 ft)
- Seria Punta, 5,567 metres (18,264 ft)
- Ancocancha, 5,560 metres (18,241 ft)
- Auxilio, 5,560 metres (18,241 ft)
- Cuyoc, 5,550 metres (18,209 ft)
- Huaraca, 5,537 metres (18,166 ft)
- Pumarinri, 5,465 metres (17,930 ft)
- Jirishanca Chico, 5,446 metres (17,867 ft)
- Sueroraju, 5,439 metres (17,844 ft)
- Rajucollota, 5,427 metres (17,805 ft)
- Puscanturpa, 5,400 metres (17,717 ft)
- Jullutahuarco, 5,400 metres (17,717 ft)
- Sarapococha, 5,370 metres (17,618 ft)
- Alcay, 5,300 metres (17,388 ft)
- Paria, 5,190 metres (17,028 ft)
- Suerococha (Ancash), 5,100 metres (16,732 ft)
- Suerococha (Cajatambo), 5,000 metres (16,404 ft)
- Julcán, 4,900 metres (16,076 ft)
- Gasha, 4,880 metres (16,010 ft)

## Turisme
La serralada s'hi practica el trekking en forma del Circuit Huayhuash , que és considerat un sender molt exigent, molt més que conegut Camí Inca al sud del Perú. El circuit complet fa uns 130 km de llarg i, en general, dura entre deu i catorze dies, segons la variant que es faci.